# Corades melania
Corades melania är en fjärilsart som beskrevs av Otto Staudinger 1894. Corades melania ingår i släktet Corades och familjen praktfjärilar. Inga underarter finns listade i Catalogue of Life.